# Surattha albostigmata
Surattha albostigmata là một loài bướm đêm trong họ Crambidae.